# Pine Tree Riot
Le Pine Tree Riot ("l'Émeute des pins") est un acte de résistance à l'autorité royale britannique entrepris par les colons américains au New Hampshire en 1772, ce qui le plaçait au nombre des conflits entre la Couronne et les colons qui culmina avec la révolution américaine.
À la fin du XVIIe siècle, la construction et l'entretien du grand nombre de navires nécessaires à la construction et à la défense de l'Empire britannique ne laissèrent que très peu d'arbres en Grande-Bretagne, pouvant être utilisés comme grands espars. Les pins blancs de la Nouvelle-Angleterre coloniale étaient un bois de qualité supérieure pour les mâts d'un seul brin et les bômes du jour. Afin de préserver l'avantage naval et commercial de la Grande-Bretagne, des lois ont été adoptées en Amérique du Nord afin de protéger certains pins blancs pour la construction navale britannique. Le succès britannique dans la guerre de l'oreille de Jenkins (1739-1748) et la guerre de Sept Ans (1756-1763) est dû en grande partie au contrôle des mers par la Royal Navy.

## Pins de mâture
Afin de préserver les bois adéquats pour la Royal Navy, la General Court of New Hampshire adopta en 1722, une loi interdisant de couper, « any white pine tree of the growth of 12 inches of diameter », tout pin blanc de 12 pouces (30,48 cm) de diamètre, à  moins de payer une amende de 5 à 50 ₤, en fonction du diamètre de l'arbre et du bois qui aurait été illégalement coupé. Les inspecteurs des bois du roi (Surveyors of the King's Woods) furent mandatés par la Couronne pour identifier les pins adaptés à cet usage et les marquer de la Broad arrow où qu'ils se trouvent.
La loi provoqua plus d’exaspération et de colère que le Stamp Act de 1765, ou le Tea Act[réf. nécessaire]. Elle causa un sursaut patriotique, rendant démodé d'avoir des lames de plancher moins de 12 pouces (30,48 cm) de large[réf. nécessaire]. La loi n'a pas été strictement appliquée jusqu'à ce que John Wentworth soit nommé gouverneur de la colonie du New Hampshire en 1766. Bien que souvent compatissant envers les colons, il se montra ferme sur cette question,.

## Pine Tree Riot
John Sherman, inspecteur adjoint du New Hampshire, ordonna une fouille des scieries en 1771-1772 à la recherche de pins blancs marqués pour la Couronne. Ses hommes trouvèrent que six moulins à Goffstown et à Weare possédaient de grands pins blancs et les marquèrent de la broad arrow indiquant qu'ils étaient la propriété de la Couronne. Les propriétaires des scieries furent nommés auteurs d'infractions dans l'édition du 7 février 1772 du The New Hampshire Gazette. Les propriétaires de la scierie engagèrent l'avocat Samuel Blodgett pour les représenter, qui rencontra le gouverneur Wentworth. Lorsque le gouverneur proposa à Blodgett le poste la charge  de Surveyor of the King's Woods, il accepta et, plutôt que de faire retirer les accusations, il ordonna à ses clients de payer une transaction. Les propriétaires de l’usine de Goffstown payèrent la somme immédiatement et se firent rendre les grumes. Ceux de Weare refusèrent de payer.
Le 13 avril 1772, Benjamin Whiting, shérif du comté de Hillsborough, et son adjoint John Quigley se rendirent à South Weare avec un mandat d'arrêt à destination du dirigeant des propriétaires de la scierie de Weare, Ebenezer Mudgett. Mudgett fut par la suite relâché, étant entendu qu'il fournirait une caution le lendemain matin. Le shérif et le député passèrent la nuit à l'auberge d'Aaron Quimby, la Pine Tree Tavern. Cette nuit-là, beaucoup de citadins se rassemblèrent chez Mudgett. Quelques-uns offrirent de l'aider à payer sa caution, mais la majorité voulut conduire le shérif et le député hors de la ville. Ils décidèrent de donner à Whiting une leçon qu'il n'oublierait jamais,,.
Le lendemain, à l'aube, Mudgett conduisit à la taverne entre 20 , et 30-40 hommes . Whiting était toujours au lit et Mudgett se précipita sur lui. Les visages noircis par de la suie à des fins de dissimulation, plus de 20 citadins se précipitèrent dans la chambre de Whiting. Ils commencèrent à le frapper avec des tresses de branches d'arbres, donnant un coup de fouet pour chaque arbre contesté. Le shérif essaya de saisir ses pistolets, mais était nettement en sous-nombre. Les émeutiers l'attrapèrent par les bras et les jambes, le soulevèrent, le visage au sol, tandis que d'autres continuèrent de l'assaillir sans merci avec les fouets. Whiting par la suite indiqua qu'il avait pensé que les hommes le tueraient sûrement. Quigley fut également sorti de sa chambre et traité de la même manière par un autre groupe de citadins. Les chevaux du shérif et du député furent amenés à la porte de l'auberge. Les émeutiers coupèrent les oreilles des chevaux et rasèrent leur crinière de même que la queue, après quoi Whiting et Quigley furent contraints de sortir de la ville au milieu d'un rassemblement de villageois décontenancés, criant et les jetant sur la route vers Goffstown,,,
Whiting impliqua le colonel Moore de Bedford et Edward Goldstone Lutwyche de Merrimack, qui réunirent un détachement de soldats pour arrêter les auteurs. Lorsque le détachement arriva, les habitants de la ville s'étaient enfuis dans les bois depuis longtemps, sans laisser de traces. Après recherches, l'un des hommes impliqués dans l'agression fut arrêté et les autres furent nommés, condamnés à payer une caution et à comparaître devant le tribunal. Huit hommes furent accusés d'avoir provoqué des émeutes, d'avoir troublé la paix et d'avoir «making an assault upon the body of Benjamin Whiting». Theodore Atkinson, Meshech Weare, Leverett Hubbard et William Parker, furent entendus par la Cour supérieure d'Amherst en septembre 1772. Les émeutiers plaidèrent coupable et les juges condamna chacun à une amende de 20 shillings et leur ont imposa les frais de l'audience,.

## Événements suivants
The Pine Tree Riot était un test de l'autorité royale britannique. Ceci est partiellement évident par la légèreté des amendes imposées aux émeutiers[réf. nécessaire] . Certains croient que cette action inspira la Boston Tea Party   .
Le premier Pine Tree Flag arboré par les colons contre les Britanniques était rouge avec un pin dans un carré blanc dans le coin supérieur gauche.
Parmi les accusés, Timothy Worthley, Jonathan Worthley et William Dustin se battirent contre les Britanniques pendant la guerre d'indépendance, tout comme Samuel Blodgett. Benjamin Whiting se battit pour les Britanniques et vit sa terre confisquée en tant que sympathisant des conservateurs. Meshech Weare, l'un des juges, participa à la rédaction de la constitution du New Hampshire adoptée en 1776 , instaurant son propre gouvernement, et devenant la première colonie à déclarer son indépendance; Weare devint le premier président du New Hampshire.
Samuel Blodget construisit le premier canal autour des chutes d'Amoskeag sur la rivière Merrimack à Derryfield, achevé peu de temps avant sa mort en 1807. En 1810, la ville de Derryfield changea de nom et devient Manchester en hommage à la vision de Blodget selon laquelle les chutes d'Amoskeag pourraient un jour alimenter un centre de fabrication pour rivaliser avec Manchester, en Angleterre. [réf. nécessaire] . Blodget Street à Manchester est nommé en son honneur .

## Participants à l’insurrection
- John Sherburn - géomètre adjoint
- Samuel Blodgett - avocat puis inspecteur
- Benjamin Whiting - shérif du comté
- John Quigley - shérif adjoint
- Aaron Quimby - propriétaire de la Pine Tree Tavern
- Ebenezer Mudgett - dirigeant des propriétaires de scieries à Weare, émeutier
- Colonel Moore - chef d'un régiment qui a marché jusqu'à Weare
- Colonel Edward Goldstone Lutwyche - chef d'un régiment qui a marché jusqu'à Weare
- Timothy Worthley - résident de Weare, émeutier
- Jonathan Worthley - résident de Weare, émeutier
- Caleb Atwood - résident de Weare, émeutier
- William Dustin - résident de Weare, émeutier
- Abraham Johnson - résident de Weare, émeutier
- Jotham Tuttle - résident de Weare, émeutier
- William Quimby - résident de Weare, émeutier et frère d'Aaron Quimby
- Honorable Theodore Atkinson - Juge en chef
- Honorable Meshech Weare - Justice
- Honorable Leverett Hubbard - Justice
- Honorable William Parker - Justice